# 鹿港永安宮
24°03′33″N 120°25′50″E / 24.059068°N 120.430506°E
鹿港永安宮，又名閤港永安宮、營盤地永安宮，是位於臺灣彰化縣鹿港鎮新宫里的薛府王爺廟，旁祀陳周全事件陣亡的清朝軍官曾紹龍。

## 沿革

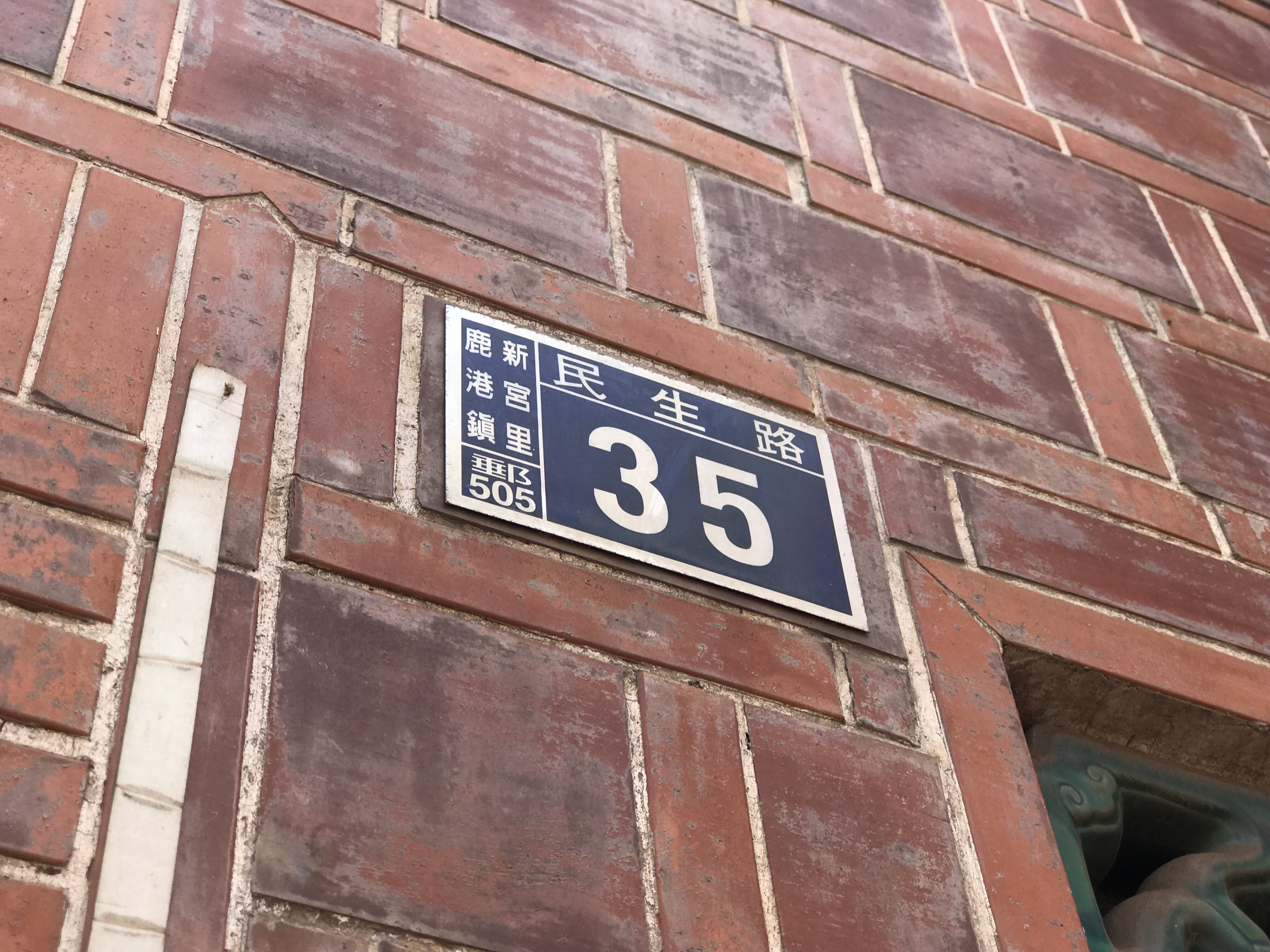
門牌為新宫里民生路35號。

鹿港永安宮興建於乾隆三十年（1765年），原處為臺灣水師協的北頭營盤地，又名「營盤地永安宮」。道光十九年（1839年），被贈寫有「德及生民」的匾額。
2003年廟宇毀於火災後，不同於鹿港龍山寺為臺南匠師主導修復，而由在地的木雕工藝師黃媽慶、黃煥文、黃國書、郭廷宗及施明旺，及石雕工藝師施弘毅，大木師傅吳長榮及彩繪匠師李奕興、葉峰鳴、王世富、童孟玲、潘璽等人參與重建工程。2004年12月15日開光鎮殿、16日廟前犒將、18日遶境。19日清晨舉行入火安座，並邀請媽祖舉行宴王。

## 祭祀
廟方主祀的薛府王爺，被視為薛仁貴。在鹿港街衢會舉行暗訪的宗教儀式。

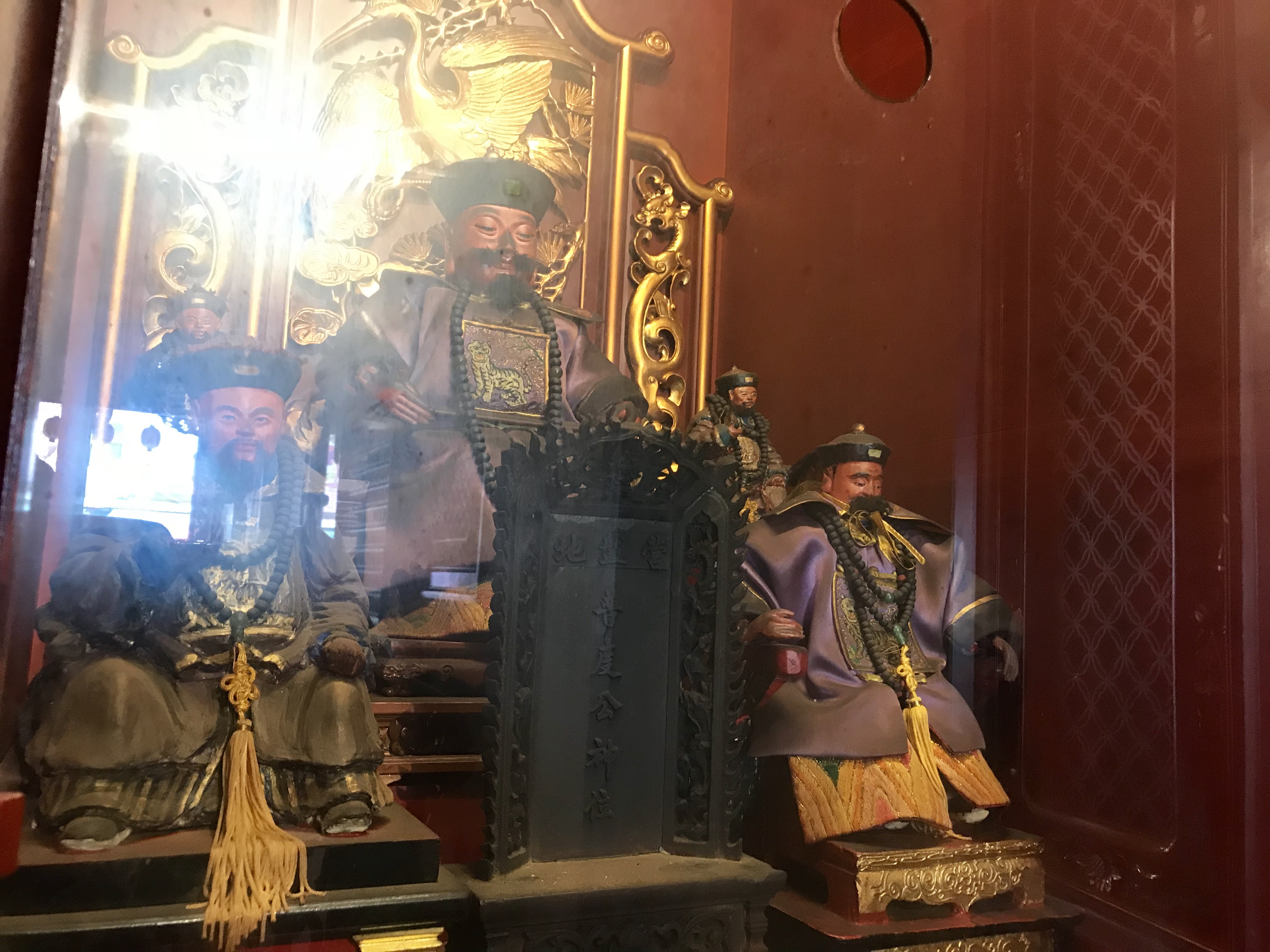
曾紹龍軟身神像為鹿港雕刻師吳長榮作品。

天地會陳周全起事時，鹿仔港水師的左營游擊曾紹龍在鹿港營區戰死，追贈四品官銜，也獲得廟方以「曾大老爺」之名祭祀。該神與鹿港天后宮媽祖、鹿港地藏王廟地藏菩薩、鹿港潤澤宮李殿王、鹿港城隍廟城隍爺、及鹿港福德祠福德正神都是由鹿港八郊共祀。鹿港人對全鹿港所供奉的鹿港廟宇叫「閤港廟」，如永安宮廟名冠上「閤港」這詞。雖然曾紹龍為武舉出身，但鄉里盛傳祂文筆通暢、在地方辦學堂、興教育，於是也成了鹿港人祈求考運亨通的對象。
廟方還有一座寫有「營盤地普渡公」的清朝木雕神位。農曆七月，鹿港採用輪普制度，營盤地此地為七月十八日舉行普渡。

## 外部連結
- 鹿港永安宮的Facebook專頁